# Joann Alfano
JoAnn Alfano é uma produtora de televisão norte-americana.

## Trabalhos
- 30 Rock (produtora executiva)
- The Gleib Show
- To Love and Die
- Sons & Daughters
- Thick and Thin
- The Weekend
- Untitled Oakley & Weinstein Project
- The Tracy Morgan Show